# Glarus Nord
Glarus Nord – szwajcarska gmina (niem. Gemeinde) w kantonie Glarus. Leży nad jeziorem Walensee. Jest największą gminą pod względem liczby mieszkańców w kantonie. Powstała 1 stycznia 2011 z połączenia ośmiu gmin: Bilten, Filzbach, Mollis, Mühlehorn, Näfels, Niederurnen, Oberurnen oraz Obstalden. 

## Demografia
W Glarus Nord mieszkają 18 832 osoby. W 2020 roku 26,2% populacji gminy stanowiły osoby urodzone poza Szwajcarią.

## Transport
Przez teren gminy przebiegają autostrada A3 oraz drogi główne nr 3 i nr 17.
Znajduje się tutaj lotnisko Mollis.

## Współpraca
Miejscowość partnerska:
- Bad Säckingen, Niemcy